# 小森香子
小森 香子（こもり きょうこ、1930年2月1日 -  2023年6月28日）は、詩人、社会運動家。旧姓・相本。代表作は『母の友 2012年 02月号』 『青い空は青いままで子どもらに伝えたい―母と子で語る昭和といま』 『陽子』などがある。

## 来歴
東京雑司ヶ谷生まれ。父は相本修平、母は桂島ふじ（桂島不二の名で雑誌に投稿していた）で、三女として生まれる。東京都立第十高等女学校在学中に学徒動員を経験。空襲で関西へ疎開したが、再び動員される。
神戸女学院家政学部卒業後、大日本紡績本店に勤務するが、レッドパージに遭う。社会主義者の小森良夫（1926年 - 2008年）と結婚し、新日本文学会で詩や小説を発表。1961年から、夫が世界労働本部の常駐スタッフに就任したため4年間プラハに住む。帰国後、詩人会議常任運営委員、運営委員長、日本子どもを守る会理事、東京原水協、日本平和委員会理事などで活動。2009年、詩集『生きるとは』で第37回壺井繁治賞を受賞した。
2023年6月28日、老衰のため都内の病院で死去。93歳没。
子は日本近代文学者・東京大学名誉教授の小森陽一、美術家の小森まどか（1958年 - 1980年）。

## 著書
- 『ちいさい人間 幼児のしつけ』鳩の森書房 鳩の森文庫 1973
- 『野の花のようなうたを 幼児のための朗読詩』鳩の森書房 鳩の森文庫 1973
- 『山の英雄ヤーノシク 少年少女のための物語詩』小森まどか切り絵 岩崎書店 岩崎少年文庫 1976
- 『花梨 詩集』青磁社 1981
- 『母となるあなたに』青磁社 1982
- 『青い空は青いままで 平和と子どもたちの未来を』青磁社 1983
- 『ちいさい人間 幼児のしつけと幼児のための朗読詩』青磁社 1983
- 『今日につながる明日のためのうた 小森香子詩集』青磁社 1985
- 『陽子』青磁社 1986　かもがわ出版 2006（自伝小説）
- 『明日葉』青磁社 1988
- 『輝いて生きる 青春と愛とたたかいと』青磁社 1988
- 『愛するならいま 小森香子詩集』青磁社 1990
- 『飛び立つ 小森香子詩集』あゆみ出版 1994
- 『わたしの五十年 小森香子詩集』詩人会議出版 1998
- 『生きるとは 小森香子詩集』詩人会議出版 2008
- 『小森香子詩選集』詩人会議出版 2010
- 『子ども・愛・平和 小森香子詩文集』詩人会議出版 2014
- 『ばらの樹 小森香子詩選集』文芸社 2014

### 共著
- 『現代っ子としつけ』三上満,加藤則夫共著 鳩の森書房 1970
- 『青い空は青いままで子どもらに伝えたい 母と子で語る昭和といま』小森陽一共著 五月書房 2005